# 樹里咲穂
樹里 咲穂（じゅり さきほ、1971年10月28日 - ）は日本の女優。元宝塚歌劇団専科の男役スター。梅田芸術劇場所属。
身長170cm。大阪府箕面市、仁川学院高等学校出身。

## 来歴・人物
小学校高学年の時、匠ひびきの母親に誘われて宝塚コドモアテネに通いはじめる。
月組公演『春の踊り -南蛮花更紗-／ムーンライト・ロマンス』（69期生初舞台公演）を見て、受験を決断。当時の月組トップスターだった大地真央の白黒のブロマイドを買い、電車に乗りながら「春の踊り」の劇中歌を歌っていた。
また「学校へ通学途中に、月ごとに変わる宝塚のポスターを見るのが楽しみで仕方がなかった」と述べている。
1988年、宝塚音楽学校に入学。
1990年、宝塚歌劇団に76期生として入団。入団時の成績は4番。『ベルサイユのばら』で初舞台。翌1991年、月組に配属される。宝塚時代の同期には寿つかさ（宙組組長）、鈴奈沙也、高翔みず希、彩輝なお、純名里沙、星奈優里、風花舞、月影瞳、楓沙樹らがいる。
1994年には、選抜メンバーとしてロンドン公演に参加。76期男役の中で成績トップだったこともあり、早くから中堅スター候補として育てられる。1995年『ミー・アンド・マイガール』の新人公演では、演技力をかわれ初の女役であるジャッキーに選ばれて演じる。翌年の中日劇場公演ではジャッキーを演じる。
1998年、『WEST SIDE STORY』で再び女役のアニタを演じる。同年宙組へ移籍。『エリザベート』の東京公演で雪組に組替えになった朝海ひかるに代わりルドルフを演じる。
2000年6月、新専科制度の発足に伴い専科に移籍。宙組バウホール公演『FREEDOM』ではバウホール公演初主演を果たす。以降、各組の公演に特別出演し舞台を脇から支えた。また、帝国劇場でのジャニーズ『SHOCK』や、ミュージカル『Cinderella（シンデレラ）』に外部出演するなど、幅広く活躍。
2005年9月23日、主演をつとめた花組日生劇場公演『Ernest in Love』千秋楽を最後に退団し、女優に転身。宝塚大劇場・東京宝塚劇場公演では花組『マラケシュ・紅の墓標』がラストステージとなった。
CSの宝塚歌劇専門チャンネルTAKARAZUKA SKY STAGEでは「JURIのそれってどうなの!?」の司会を担当。巧みなトークと構成で人気番組となった。退団後にも「JURIのおじゃまんぼうセンサー!」「JURIのどんだけGOGO5!?」など番組を担当。現在「JURIの宝塚音楽同好会」司会を担当。WOWOWの宝塚情報番組「宝塚プルミエール」のナレーターも務めた。

## 宝塚歌劇団時代の主な舞台

### 月組時代
- 1992年1月、『珈琲カルナバル』新人公演：エステバン（本役：真織由季）／『夢・フラグランス』
- 1992年5月、『BLUFF -復讐のシナリオ-』（東京特別）アヴェリー
- 1992年7月、『PUCK』新人公演：ラリー（本役：若央りさ）／『メモリーズ・オブ・ユー -懐かしき時代・美しき人々-』
- 1992年9月、『高照らす日の皇子』（バウ・東京特別）藤原清河
- 1992年12月、『TAKARAZUKA “夢”』（シアタードラマシティ）
- 1993年4月、『グランドホテル』新人公演：ジゴロ（本役：萬あきら）／『BROADWAY BOYS』
- 1994年1月、『風と共に去りぬ』新人公演：ワイティング夫人（本役：真山葉瑠）※初の女役
- 1994年7月、『花扇抄』／『扉のこちら』／『ミリオン・ドリームズ』（ロンドン公演）
- 1994年8月、『WANTED』（バウ・東京特別・名古屋特別）リュリエ
- 1994年11月、『エールの残照』コーネリアス／『TAKARAZUKA・オーレ!』（東宝）
- 1994年12月、『ローン・ウルフ』（バウ・東京特別）A・C
- 1995年3月、『Beautiful Tomorrow!』（バウ）
- 1995年6月、『ハードボイルドエッグ』新人公演：フロイド（本役：姿月あさと）／『EXOTICA!』（東宝）
- 1995年8月、『ミー・アンド・マイガール』新人公演：ジャッキー（本役：真琴つばさ）
- 1996年2月、『ミー・アンド・マイガール』（中日劇場）ジャッキー
- 1996年3月、『CAN-CAN』エルキュール、新人公演：ボリス（本役：姿月あさと）／『マンハッタン不夜城 -王様の休日-』
- 1996年6月、『銀ちゃんの恋』（バウ・東京特別）橘
- 1996年9月、『チェーザレ・ボルジア -野望の軌跡-』ビジュエリ公、新人公演：法王アレッサンドロ6世（本役：箙かおる）／『プレスティージュ』
- 1996年12月、『バロンの末裔』新人公演：リチャード（本役：真琴つばさ）／『グランド・ベル・フォリー』
- 1997年2月、『Non-STOP!! -午前0時に幕は開く-』（バウ・東京特別）パンチョ
- 1997年6月、『EL DORADO』ディエゴ中尉
- 1997年9月、『チェーザレ・ボルジア -野望の軌跡-』ビジュエリ公、オリヴェロット／『プレスティージュ』（全国ツアー）
- 1998年2月、『WEST SIDE STORY』アニタ
- 1998年8月、『ブエノスアイレスの風』（ドラマシティ・東京特別）リカルド
- 1998年9月、『黒い瞳』マクシームイチ伍長／『ル・ボレロ・ルージュ』

### 宙組時代
- 1998年11月、『LAST STEPS -月明かりのワルキューレ-』（バウ）
- 1999年2月、『エリザベート』（東宝）ルドルフ
- 1999年5月、『Crossroad -すれ違うばかりじゃやりきれない-』（ドラマシティ・東京特別）デュシャン
- 1999年6月、『激情-ホセとカルメン-』レメンダート／『ザ・レビュー'99』
- 2000年1月、『砂漠の黒薔薇』シャイザ／『GLORIOUS!! -栄光の瞬間-』

### 専科時代
- 2000年6月、『FREEDOM』（宙組：バウ・東京特別）カルメン・クレオ　＊バウホール公演初主演
- 2000年8月、『望郷は海を越えて』渡海屋源九郎／『ミレニアム・チャレンジャー!』（宙組）
- 2001年2月、『望郷は海を越えて』渡海屋源九郎／『ミレニアム・チャレンジャー!』（宙組：中日劇場）
- 2001年3月、『ベルサイユのばら2001 -オスカルとアンドレ編-』（星組：東宝）アンドレ（香寿たつき、湖月わたるとの役替わり）
- 2001年7月、『ミケランジェロ -神になろうとした男-』メンドリーニ／『VIVA!』（花組）
- 2001年12月、2002年6月ショー劇『SHOCK』サキホ役（外部出演）
- 2002年2月、『カステル・ミラージュ -消えない蜃気楼-』リチャード・テイラー／『ダンシング・スピリット!』（宙組：東宝）
- 2002年8月、『Cinderella』王子役（外部出演）
- 2002年10月、『エリザベート』（花組）フランツ・ヨーゼフ
- 2003年8月、『Romance de Paris』ラシッド／『レ・コラージュ -音のアラベスク-』（雪組）
- 2003年10月、『JUBILEE-S』（雪組：新神戸オリエンタル劇場・東京特別）
- 2004年1月、『Romance de Paris』ラシッド／『レ・コラージュ -音のアラベスク-』（雪組：中日劇場）
- 2004年5月、『ファントム』ジェラルド・キャリエール（宙組）
- 2004年9月、『エンカレッジ・スペシャルコンサート Angels in Harmony』（宙組：バウ・東京特別）
- 2005年3月、『マラケシュ・紅の墓標』レオン／『エンター・ザ・レビュー』（花組）
- 2005年9月、『Ernest in Love』（花組：日生劇場）アーネスト（ジャック）　＊主演、退団公演

## 宝塚歌劇団退団後の主な出演

### 舞台
- 『ベルリントゥーブロードウェイ』（2005年）
- 『エリザベート10周年ガラコンサート』ルイジ・ルキーニ（2005年）
- 『花嫁付き添い人の秘密』メグ（2005年）
- 『スウィート・チャリティ』ニッキー（2005年）
- 『モダン・ミリー』ミス・ドロシー・ブラウン（2005年）
- 『江利チエミ物語〜テネシーワルツ〜』雪村いづみ（2005年）
- 『ウェディング・シンガー』ホリー（2008年・2011年）
- 『A MIDSUMMER NIGHT`S DREAM 〜THEじゃなくてAなのが素敵〜』ティターニア、ヒポリタ（2008年）
- 『SHOUT!』オレンジ（2008年）
- 『ニューブレイン』ローダ（2009年）
- 『TEACHERS』（2009年）
- 『NINE The Musical（ナイン・ザ・ミュージカル）』スパのマドンナ（2009年）
- 『GARANTIDO 生きた証』（2010年）
- ブロードウェイミュージカル『Side Show』デイジー・ヒルトン（2010年・2011年）
- 『ファントム』カルロッタ（2010年）
- 小倉久寛ひとり立ち公演 vol.3『ダンス天国』（2011年）
- 『アイ・ガット・マーマン』（2012年）
- る・ひまわり『桜の森の満開の下』女房（2012年）
- 『DREAM BOYS』サキホ役(2012年)
- 『新幹線おそうじの天使たち』優子（2013年）
- 『男嫌い』モリコ（2013年）
- 『リズミックタウン2013』カーナ（2013年）
- 『有頂天家族』下鴨母（2014年）
- ブロードウェイミュージカル『IN THE HEIGHTS（イン・ザ・ハイツ）』カミラ・ロザリオ（2014年）
- 『天才執事 ジーヴス』オノリア・グロソップ（2014年）
- 『ON THE TOWN』クレア（学者）（2014年）
- 『7seconds 〜決断の瞬間まであと7秒〜』（2015年）
- ミュージカル『グランドホテル』ラファエラ役（2016年）
- ミュージカル『三銃士』ミレディ（2016年）
- 『エリザベート20周年ガラコンサート』フランツ役　ルイジ・ルキーニ役　ルドルフ役（2016年）
- ミュージカル『キューティ・ブロンド』ポーレット（2017年）[2]
- ミュージカル「I LOVE A PIANO」（小林香演出）（2017年）
- ミュージカル『アダムス・ファミリー』（白井晃演出）アリス役（2017年）[3]
- ミュージカル『ウーマンオブザイヤー』ジャン役（2018年）
- ミュージカル『ロジャース/ハート』（2018年）
- 『命売ります』（ノゾエ征爾演出）薫の母役（2018年）
- ミュージカル『キューティブロンド』再演　ポーレット 役（2019年）
- 『クイーンエリザベス〜輝ける王冠と秘められし愛〜』（宮田慶子演出）ベス役（2019年）
- 『ビビを見た！』（松井周演出）ホタルの母役（2019年）
- 新作ミュージカル『怪人と探偵』（白井晃演出）北小路雅子役（2019年）
- 『天保十二年のシェイクスピア』（藤田俊太郎演出）お文役（2020年）
- 音楽朗読劇『黑世界 ～リリーの永遠記憶探訪記、或いは、終わりなき繭期にまつわる寥々たる考察について～』 日和の章（末満健一演出）メイプル役（2020年）
- 『DREAM BOYS』（堂本光一演出）マリア役（2020年〜2021年）
- ミュージカル『レ・ミゼラブル』マダム・テナルディエ役（2021年・2024年・2025年）[4]
- 2022年7 - 8月、『Only 1, not No.1』（シアタークリエ・サンケイホールブリーゼ・名古屋市公会堂）[5]
- ミュージカル『ジェーン・エア』（2023年）[6]
- 舞台『最高のオバハン中島ハルコ』（2023年）
- 舞台『千と千尋の神隠しSpirited Away-』湯婆婆 / 銭婆役（2025年）[7]
- ミュージカル『メリー・ポピンズ』バードウーマン / ミス・アンドリュー役（2026年）[注釈 1][8]

### ライブ・ディナーショー
- 『クリスマス・ファンタジー』（2005年）
- 『シルヴェスター・ガラコンサート』（2005年）
- 『I gotta “JURI’SM”（ジュリズム）』（2006年）
- 『TANGO：Summer Fashion』（2006年）
- 『Musical Salon Vol.11』（2006年）

### テレビ
- JURIのそれってどうなの!? - 司会 （2004年～2005年、TAKARAZUKA SKY STAGE）
- JURIのおじゃまんぼうセンサー - 司会 （2006年～2007年、TAKARAZUKA SKY STAGE）
- 宝塚プルミエール - ナレーション （2006年～2007年、WOWOW）
- クイズ!ヘキサゴンII（2009年11月25日、フジテレビ系）
- 「くりぃいむクイズミラクル9」(2013年、フジテレビジョンフジテレビ系)
- JURIの宝塚音楽同好会（2016年～2019年、TAKARAZUKA SKY STAGE）
- 「TO THE NEXT TAKARAZUKA」開催記念 生放送　－今宵は光（レイ）とレイとショー！？－ 司会(2021年、TAKARAZUKA SKY STAGE)